# 244
El 244 (CCXLIV) fou un any de traspàs començat en dilluns del calendari julià.

## Esdeveniments
- Els sassànides conquereixen la Mesopotàmia i Armènia
- Plotí funda la seva escola

## Defuncions
- Febrer: Marco Antonio Gordiano. Emperador romà.